# Stina Bergman
Pour les articles homonymes, voir Bergman.
Stina Bergman, née Lindberg, est une scénariste suédoise née le 29 avril 1888 et morte le 3 juillet 1976.
Stina Bergman est la fille d'August Lindberg et de son épouse Augusta, née Blomstedt, tous les deux acteurs fort renommés de la Suède de cette époque, et la sœur de Per Lindberg. Elle épouse en 1908 l'écrivain et scénariste Hjalmar Bergman qui meurt en 1931.
Elle écrit des livres d'enfants partir de 1927 et traduit des romans du français (Eugène Sue : Les Mystères de Paris) et de l'anglais vers le suédois. De 1940 à 1947, elle est employée par l'industrie cinématographique suédoise. Elle écrit des scénarios de films et travaille aussi pour la radiodiffusion.

## Filmographie
- 1935 : Swedenhielms
- 1938 : Dollar
- 1938 : Visage de femme (En kvinnas ansikte)
- 1939 : Gubben kommer
- 1939 : Gläd dig i din ungdom
- 1940 : Hans nåds testamente
- 1943 : Stora skrällen